# Virginia Slims of Philadelphia 1991
Virginia Slims of Philadelphia 1991 — жіночий тенісний турнір, що проходив на закритих кортах з килимовим покриттям Філадельфійського громадського центру у Філадельфії (штат Пенсільванія, США). Належав до турнірів 2-ї категорії в рамках Туру WTA 1991. Турнір відбувся вдев'яте і тривав з 11 до 17 листопада 1991 року. Перша сіяна Моніка Селеш здобула титул в одиночному розряді й отримала 70 тис. доларів США.

## Фінальна частина

### Одиночний розряд
Моніка Селеш —  Дженніфер Капріаті 7–5, 6–1
- Для Селеш це був 7-й титул в одиночному розряді за сезон і 39-й — за кар'єру.

### Парний розряд
Яна Новотна /  Лариса Нейланд —  Мері Джо Фернандес /  Зіна Гаррісон-Джексон 6–2, 6–4